# Liste der Abgeordneten zum Landtag Steiermark (II. Gesetzgebungsperiode)
Diese Liste der Abgeordneten zum Landtag Steiermark (II. Gesetzgebungsperiode) listet alle Abgeordneten zum Steiermärkischen Landtag in der II. Gesetzgebungsperiode vom 5. November 1949 bis zum 15. April 1953 auf. Nach der Landtagswahl 1949 stellte die Österreichische Volkspartei (ÖVP) 22 Abgeordnete, wobei sie bei gegenüber der Landtagswahl 1945 vier Mandate verloren hatte. Des Weiteren war die Sozialistische Partei Österreichs (SPÖ) mit 18 Mandataren im Landtag vertreten, wobei die SPÖ zwei Mandate eingebüßt hatte. Neu im Landtag vertreten war die Wahlpartei der Unabhängigen (WdU), die auf Anhieb mit sieben Mandataren in den Landtag einzog. Die Kommunistische Partei Österreichs (KPÖ) stellte hingegen nur noch einen Abgeordneten, nachdem sie gegenüber 1945 ein Mandat verloren hatte.
Nach der Angelobung der Abgeordneten am 5. November 1949 wählten die Landtagsabgeordneten am 12. November 1949 die Mitglieder der Landesregierung Josef Krainer senior II. Die Gesetzgebungsperiode endete mit der Angelobung der Abgeordneten der III. Legislaturperiode am 15. April 1953.

## Funktionen

### Landtagspräsidenten
Zum neuen 1. Landtagspräsidenten der II. Gesetzgebungsperiode wurde der bisherige Landesrat Franz Thoma (ÖVP) gewählt, der damit den bisherigen Landtagspräsidenten Josef Wallner (ÖVP) ablöste. Das Amt des bisherigen Landtagspräsidenten übernahm der SPÖ-Politiker Franz Stockbauer. Beide Landtagspräsidenten waren bei der offen durchgeführten Wahl einstimmig gewählt worden.

### Klubobleute
Innerhalb der ÖVP übernahm in der konstituierenden Sitzung der bisherige Landtagspräsident Josef Wallner die Funktion des Fraktionsvorsitzenden.

### Ordner und Schriftführer
In der ersten Landtagssitzung wurden Franz Wegart (ÖVP), Friedrich Hofmann (SPÖ), Viktor Strohmayer (WdU) und Ditto Pölzl (KPÖ) zu Schriftführern gewählt. Die Funktion von Ordnern übernahmen die Abgeordneten Peter Hirsch (ÖVP), Stefan Plaimauer (SPÖ), Georg Kandutsch (WdU) und Ditto Pölzl (KPÖ).

### Landtagsabgeordnete
Die 56 Landtagsmandate wurde in vier Landtagswahlkreisen vergeben. Dies waren die Landtagswahlkreise 1 (Graz und Umgebung), 2 (West- und Südsteiermark), 3 (Oststeiermark) und 4 (Obersteiermark). Von den 56 Mandaten wurden drei Mandate als Reststimmenmandate (R) vergeben.
| Name                | Partei | Wahlkreis | Anmerkung                                               |
| ------------------- | ------ | --------- | ------------------------------------------------------- |
| Afritsch Anton      | SPÖ    | 1         | ab 29. April 1952 für Franz Stockbauer                  |
| Allitsch Franz      | ÖVP    | R         |                                                         |
| Amschl Hans         | ÖVP    | 1         |                                                         |
| Berger Ferdinand    | ÖVP    | 3         |                                                         |
| Birchbauer Emmerich | WdU    | 3         |                                                         |
| Ebner Oswald        | ÖVP    | 4         |                                                         |
| Edlinger Peter      | SPÖ    | 2         |                                                         |
| Egger Josef         | ÖVP    |           | ab 5. Februar 1950                                      |
| Elsnitz Josef       | WdU    | 1         | von 5. November bis 12. November 1949; danach Landesrat |
| Ertl Gottfried      | ÖVP    | 4         |                                                         |
| Hegenbarth Josef    | ÖVP    | 1         |                                                         |
| Hirsch Peter        | ÖVP    | 3         |                                                         |
| Hofmann Friedrich   | SPÖ    | 3         |                                                         |
| Horvatek Norbert    | SPÖ    | 1         |                                                         |
| Illig Udo           | ÖVP    | 1         | bis 23. Dezember 1949                                   |
| Kaan Richard        | ÖVP    | 1         | ab 23. Dezember 1949 für Udo Illig                      |
| Kandutsch Jörg      | WdU    | 4         |                                                         |
| Koller Franz        | ÖVP    | 3         |                                                         |
| Krainer Josef       | ÖVP    | 2         |                                                         |
| Lackner Vinzenz     | SPÖ    | 4         |                                                         |
| Lendl Hella         | SPÖ    | 4         |                                                         |
| Machold Reinhard    | SPÖ    | R         |                                                         |
| Matzner Fritz       | SPÖ    | 4         |                                                         |
| Matzner Maria       | SPÖ    | 1         |                                                         |
| Operschall Karl     | SPÖ    | 4         |                                                         |
| Peterka Edmund      | WdU    | R         |                                                         |
| Plaimauer Stefan    | SPÖ    | 4         |                                                         |
| Pölzl Ditto         | KPÖ    | 3         |                                                         |
| Pötz Vinzenz        | ÖVP    | 3         |                                                         |
| Praßl Leopold       | ÖVP    | 2         |                                                         |
| Schabes Karl        | SPÖ    | 2         |                                                         |
| Scheer Franz        | WdU    | 4         |                                                         |
| Schlacher Richard   | ÖVP    | 4         |                                                         |
| Schupfer Bernhard   | SPÖ    | 4         |                                                         |
| Sebastian Adalbert  | SPÖ    | 4         |                                                         |
| Sieber Plazidus     | ÖVP    |           | ab 6. Juli 1949, bis 5. November 1949                   |
| Smolana Alfred      | ÖVP    | 2         |                                                         |
| Speck Eduard        | SPÖ    | 1         |                                                         |
| Stiboller Franz     | ÖVP    | 2         |                                                         |
| Stockbauer Franz    | SPÖ    | 1         | bis 24. März 1952                                       |
| Stöffler Josef      | ÖVP    | 3         |                                                         |
| Strohmayer Viktor   | WdU    | 1         |                                                         |
| Taurer Ernst        | SPÖ    | 1         |                                                         |
| Thaller Adolf       | ÖVP    | 3         |                                                         |
| Thoma Franz         | ÖVP    | 4         |                                                         |
| Udier Tobias        | ÖVP    | 4         | bis 15. Februar 1950                                    |
| Wallner Josef       | ÖVP    | 3         |                                                         |
| Wegart Franz        | ÖVP    | 2         |                                                         |
| Weinhandl Josef     | WdU    | 2         |                                                         |
| Wernhardt Hans      | SPÖ    | 3         |                                                         |
| Wolf Sophie         | ÖVP    | 1         |                                                         |
| Wurm Fritz          | SPÖ    | 2         |                                                         |

## Ausschüsse
Die Abgeordneten bildeten in der konstituierenden Sitzung sechs Ausschüsse, die jeweils zwischen sieben und neun Mitglieder sowie Ersatzmitglieder umfassten. Die folgende Liste beinhaltet den Namen der Ausschüsse, die Anzahl der Mitglieder bzw. Ersatzmitglieder und die Verteilung der Mitglieder zwischen den Parteien.
- „Finanzausschuß“ (9 Mitglieder: 4 ÖVP, 4 SPÖ, 1 WdU)
- „Gemeinde- und Verfassungsausschuß“ (9 Mitglieder: 4 ÖVP, 4 SPÖ, 1 WdU)
- „Volksbildungsausschuß“ (7 Mitglieder: 3 ÖVP, 3 SPÖ, 1 WdU)
- „Landeskulturausschuß“ (7 Mitglieder: 3 ÖVP, 3 SPÖ, 1 WdU)
- „Verkehrs- und volkswirtschaftlicher Ausschuß“ (7 Mitglieder: 3 ÖVP, 3 SPÖ, 1 WdU)
- „Fürsorgeausschuß“ (7 Mitglieder: 3 ÖVP, 3 SPÖ, 1 WdU)